# پرندگان بهشت (فیلم ۲۰۱۰)
پرندگان بهشت (به انگلیسی: Birds of Paradise) فیلمی کمدی ماجراجویی رایانه‌ای-انیمیشن آرژانتینی-آمریکایی به کارگردانی دانیل دی فیلیپو و گوستاو جیانینی محصول سال ۲۰۱۰ است و صدای دریک بل، اشلی تیزدیل، جان لاویتس، کن جیونگ، جین لینچ و کیث دیوید را در خود دارد.

## صدا پیشگان
- دریک بل در نقش جک
- کیث دیوید در نقش اولد بازارد
- کن جیونگ در نقش وینی
- جان لاویتس در نقش اسکیتر
- جین لینچ در نقش روزی
- اشلی تیزدیل در نقش آرورا[۲]